# Rosamond Bernier
Rosamond Bernier (Filadelfia, 1 de octubre de 1916-Manhattan, 9 de noviembre de 2016), nacida como Rosamond Margaret Rosenbaum, fue una periodista, historiadora de arte y escritora estadounidense, fundadora de la revista L'Oeil.

## Biografía
Nació en Filadelfia, era hija de padre estadounidense y madre británica, fue educada en Francia y en Inglaterra. Posteriormente se mudó a México en donde entró en contacto con Diego Rivera, Frida Kahlo y Aaron Copland, quien más tarde la presentó a Leonard Bernstein. Al finalizar la Segunda Guerra Mundial regresó a Europa en 1947 enviada por la revista Vogue para que cubriera el renacer de la cultura europea. Este trabajo le permitió conocer y hacer amistad con varios artistas que estaban trabajando en Paris, Pablo Picasso, Henri Matisse, Georges Braque, Fernand Léger, Joan Miró, Max Ernst y Alberto Giacometti, y que posteriormente la apoyaron en su carrera.
En 1950 dejó VOGUE y se casó con el periodista francés George Bernier. Junto a él, fundó la revista L'Oeil en 1955.
En 1970 se divorció de Bernier y en 1971 regresó a Estados Unidos e inició una nueva faceta en su carrera como conferenciante. Esta nueva etapa en su carrera fue de bastante éxito y le permitió realizar conferencias en todo el mundo. En el Metropolitan Museum of Art de Nueva York inició una serie de conferencias que se agotaban con antelación.
En 1975 se casó con el crítico de arte John Russell.
Bernier también incursionó en la televisión con programas de entrevistas a artistas en la cadena CBS y Channel THIRTEEN. Junto a John Russell, quien hacía los guiones, realizó dos programas sobre aspectos desconocidos del Louvre y otros dos sobre el Centro Pompidou. Este último ganó el Peabody Award. 

## Obra
- 1991 - Matisse, Picasso and Miró: As I Knew Them
- 2011 - Some of My Lives: A Scrapbook Memoir[4]

## Premios y reconocimientos
- 1980: "Officier de l'Ordre des Arts et des Lettres" por el gobierno francés en reconocimiento a sus contribuciones a la cultura francesa.
- 1991: "Doctor of Humane Letters", de Trinity College, Hartford, Estados Unidos.
- 1997: "Premio James D. Burke en Bellas Artes" del Museo de Arte de St. Louis, Estados Unidos.
- 1998: "Fellows for Life" por el Museo de la Academia Nacional y la Escuela de Bellas Artes de Estados Unidos.
- 1999: "Chevalier de la Légion d'Honneur".
- 1999: "Cruz de Isabel la Católica", por sus aportaciones a la cultura española.
- 2004: "Citation for Achievement", de Sarah Lawrence College, Estados Unidos
- 2004: "Tesoro Nacional" por la Sociedad Municipal de Arte de Nueva York.